# Milan Riedl
Milan Riedl [milan rídl] (2. září 1921 Žilina – 8. července 2012 tamtéž) byl slovenský fotbalový obránce.

## Hráčská kariéra
V československé lize hrál za ŠK Žilina, vstřelil dvě prvoligové branky. Za války hrál slovenskou ligu za Žilinu a OAP Bratislava, s nímž v ročníku 1942/43 získal mistrovský titul.

### Prvoligová bilance
| Ročník             | Zápasy | Góly | Minuty | Klub      |
| ------------------ | ------ | ---- | ------ | --------- |
| I. liga 1945/46    | –      | 2    | –      | ŠK Žilina |
| I. liga 1946/47    | –      | 0    | –      | ŠK Žilina |
| I. liga 1947/48    | –      | 0    | –      | ŠK Žilina |
| CELKEM I. ČS. LIGA | –      | 2    | –      |           |